# Dècada del 1510

## Esdeveniments
- Tractat de Londres (1518)
- Primer rellotge de butxaca
- Inici del protestantisme
- Primera ambaixada oficial europea a la Xina, liderada per Portugal
- Auge del regne de Vijayanâgara, a l'Àsia

## Personatges destacats
- Ferran el Catòlic
- Hayreddin Pasha
- Carles V del Sacre Imperi Romanogermànic
- Martí Luter
- Selim I
- Hernán Cortés
- Nicolau Maquiavel
- Huldrych Zwingli